# 格拉漢姆大道車站
格拉漢姆大道車站（英語：Graham Avenue station），是紐約地鐵BMT卡納西線的一個地鐵站，位於布魯克林威廉斯堡格拉漢姆及大都會大道交界，設有L線（任何時候停站）列車服務。

## 車站結構

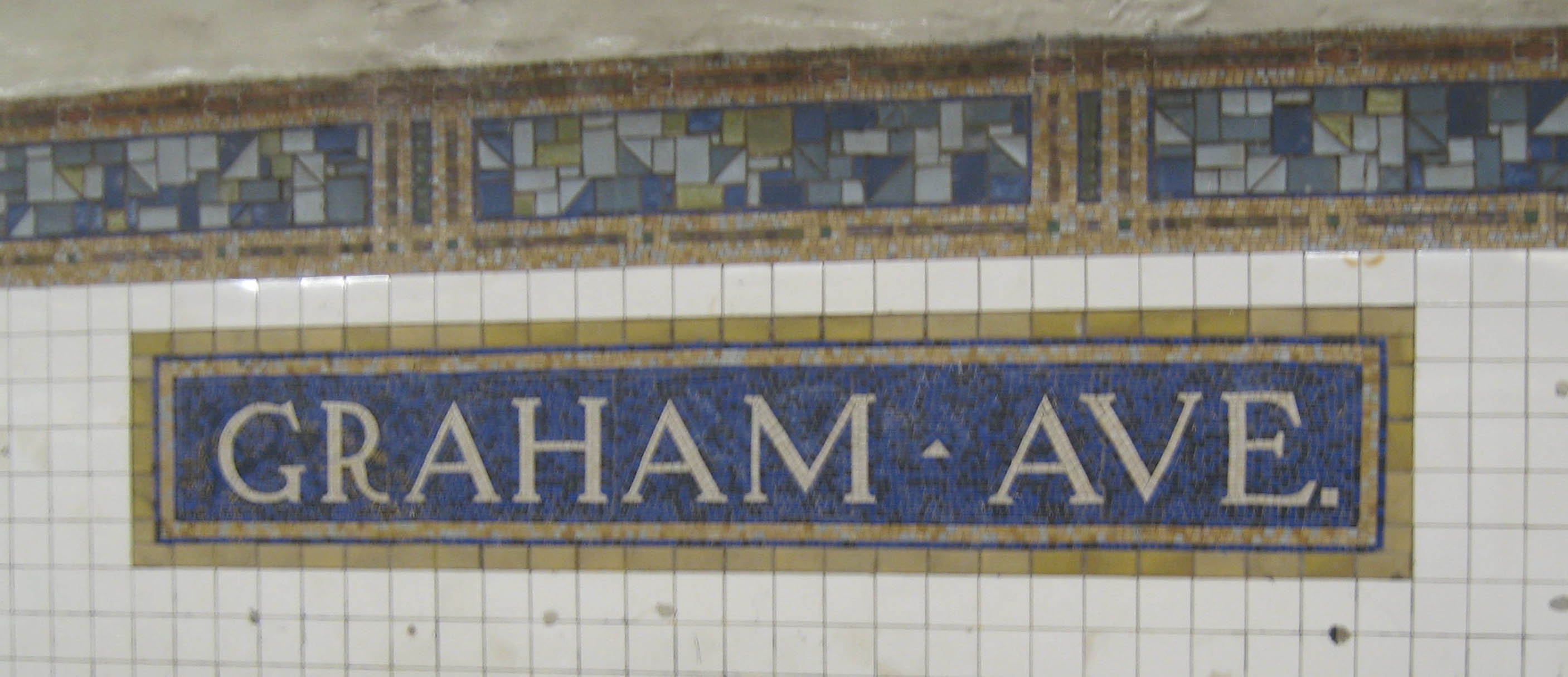
南行月台車站名牌

| G        | 街道層   | 出入口                             |
| P 月台層 | 側式月台 | 側式月台                           |
| P 月台層 | 西行     | ← 往第八大道 (羅里默街)            |
| P 月台層 | 東行     | → 往卡納西-洛克威公園道 (格蘭街) → |
| P 月台層 | 側式月台 |                                    |

此地下車站在1924年6月30日啟用。
此站設有兩個側式月台和兩條軌道。

## 外部連結
- nycsubway.org—BMT Canarsie Line: Graham Avenue
- Station Reporter — L Train
- The Subway Nut — Graham Avenue Pictures （页面存档备份，存于）
- Graham Avenue entrance from Google Maps Street View （页面存档备份，存于）
- Platforms from Google Maps Street View